# Jeremy Pope
Pour les articles homonymes, voir Pope (homonymie).
Ne doit pas être confondu avec Jérémie Poppe.
Jeremy Pope est un acteur et chanteur de théâtre américain de Broadway, né le 9 juillet 1992 à Orlando en Floride. Il est connu pour avoir interprété le rôle principal dans la série Hollywood de Ryan Murphy en 2020.

## Biographie

### Carrière

#### Théâtre et télévision
Originaire d'Orlando, Jeremy Pope fréquente le lycée de Timber Creek (en) et l'American Musical and Dramatic Academy (en). En 2018, il fait ses débuts à Broadway dans la pièce Choir Boy (en), puis dans la comédie musicale Ain't Too Proud. En 2019, il devient le sixième acteur de l'histoire des Tony Awards à être nommé dans deux catégories pour des performances distinctes au cours de la même année, Choir Boy et Ain't Too Proud.  
En 2019, il tient le rôle principal dans la série Netflix Hollywood de Ryan Murphy,,, celui d'un jeune écrivain gay et noir tentant de percer dans l'industrie du cinéma en écrivant le script d'un film sur le suicide de Peg Entwistle.
Il apparait dans la troisième saison de la série Pose,.

#### Musique
Jeremy Pope attribue ses aspirations musicales à ses premières années de chant à l'église, et à des productions théâtrales et de spectacles de talents à l'école. Il mentionne également l'importance qu'a la musique dans sa vie. En dehors de son travail d'acteur de théâtre à Broadway, il écrit et enregistre sa propre musique. Il attire l'attention avec son premier single indépendant orienté pop acoustique Wait For You en 2015, puis New Love et Feel So Good, dont il a aussi produit les clips.
En 2019, il est un chanteur invité sur le single Be Great de l'actrice et chanteuse Laura Dreyfuss (en). Il est l'un des principaux solistes des enregistrements de The View UpStairs et Ain't Too Proud: The Life and Times of the Temptations, nommé aux Grammy Awards dans la même année dans la catégorie du meilleur album de théâtre musical.
Le 7 mai 2020, il sort son quatrième single indépendant, une reprise de Time After Time de Cyndi Lauper.

### Vie privée
Jeremy Pope est ouvertement gay. Dans une interview dans Entertainment Weekly, il explique comment il s'est identifié au personnage de Pharus Jonathan Young dans Choir Boy, étant lui même jeune noir homosexuel.

## Filmographie

### Longs métrages
- 2018 : The Ranger de Jenn Wexler : Jerk
- 2020 : One Night in Miami de Regina King : Jackie Wilson
- 2022 : The Inspection d'Elegance Bratton : Ellis French

### Courts métrages
- 2024 : God is Good de C Prinz

### Séries télévisées
- 2020 : Hollywood, créée par Ian Brennan et Ryan Murphy : Archie Coleman (mini-série, rôle principal)
- 2020 : Pose, créée par Steven Canals, Brad Falchuk et Ryan Murphy : Christopher (saison 3)

## Théâtre
- Choir Boy (en) (2013, 2014)
- Invisible Thread (en) (2015)
- The View Upstairs (en) (2017)
- Ain't Too Proud (2018)
- Choir Boy (en) (2018-2019), Broadway production.
- Ain't Too Proud (2019), Broadway production[16].

## Distinctions

### Nominations
- Golden Globes 2023 : Meilleur acteur dans un film dramatique pour The Inspection